# Masters de Hamburgo 1984
El Abierto de Hamburgo de 1984 fue un torneo de tenis jugado sobre tierra batida, que fue parte de las Masters Series. Tuvo lugar en Hamburgo, Alemania, desde el 7 de mayo hasta el 13 de mayo de 1984.

## Campeones

### Individuales
Juan Aguilera vence a  Henrik Sundström, 6-4, 2-6, 2-6, 6-4, 6-4

### Dobles
Stefan Edberg /  Anders Järryd vencen a  Heinz Günthardt /  Balázs Taróczy, 6-4, 6-3